# 越後獅子

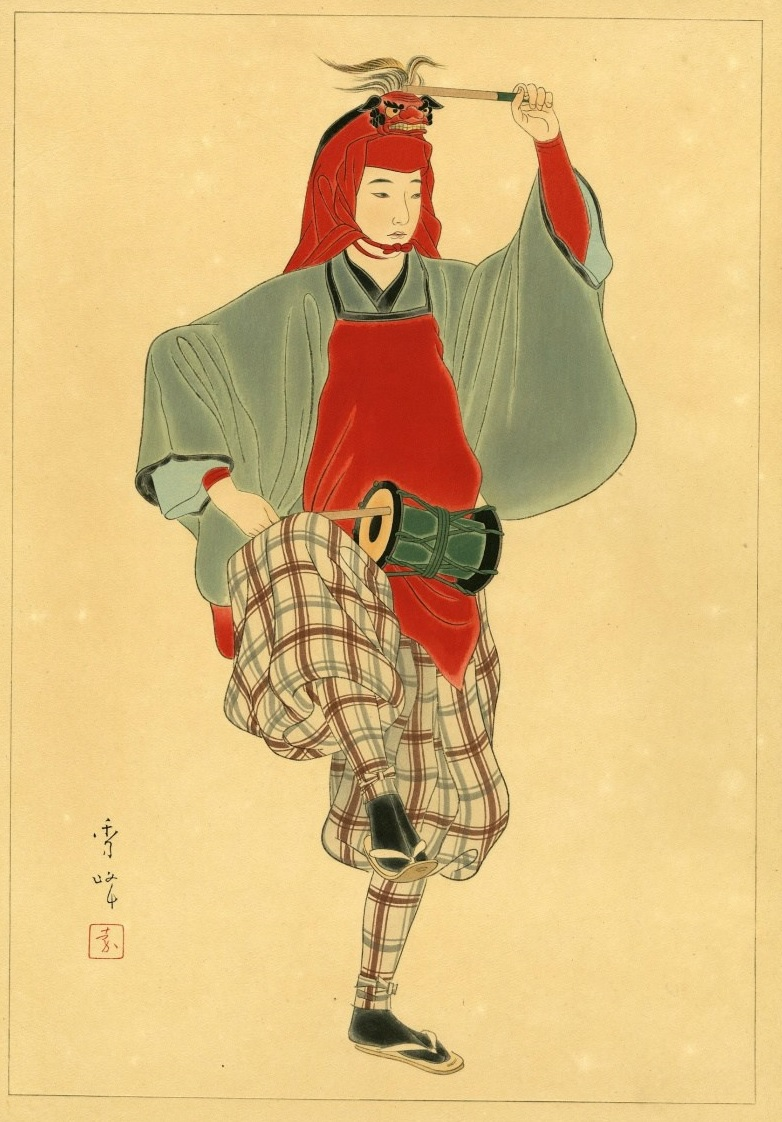
山川秀峰筆「越後獅子」

越後獅子（えちごじし）とは、新潟県新潟市南区（旧西蒲原郡月潟村）を発祥とする郷土芸能である角兵衛獅子を題材とした地歌、長唄、常磐津、歌謡曲の楽曲。または日本舞踊の演目。

## 概略

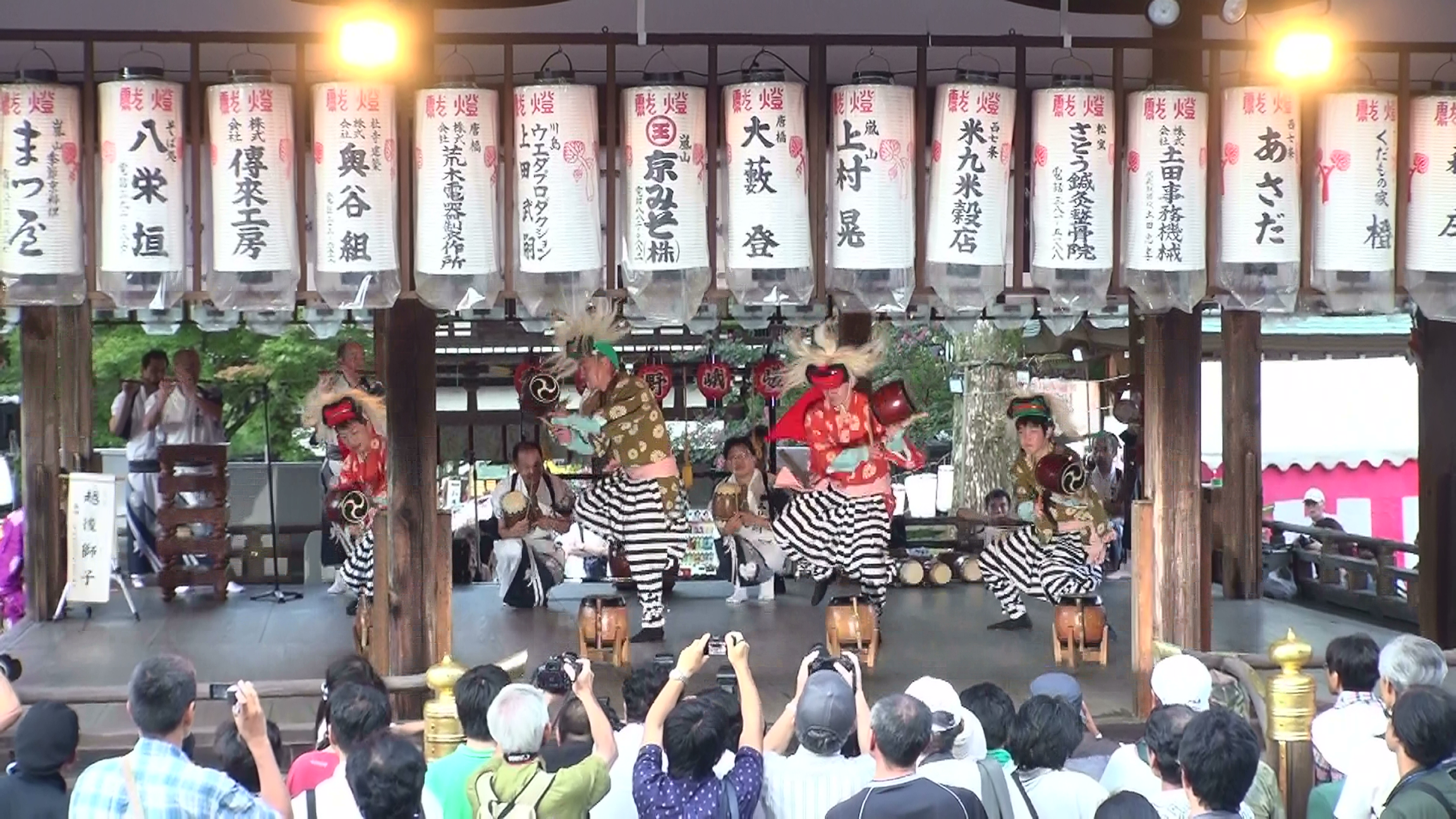
六斎念仏の演目の一つとしての越後獅子。長唄を元にしている。嵯峨野六斎念仏保存会（京都市）

嘉永年間以前から上方や江戸の市中に流行したらしく、これを題材として、まず天明の頃、大坂の勾当・峰崎勾当により手事物の地歌曲『越後獅子』が作曲された。同曲は器楽性にすぐれ、三味線の技巧が高度に追求された楽曲。これを元に江戸の9代目杵屋六左衛門が文化8年（1811年）、七変化舞踊『遅櫻手爾葉七文字』（おそざくら てにはの ななもじ）の伴奏曲の一つとして長唄に作曲し、3代目中村歌右衛門により中村座で初演された。また常磐津や清元に影響を与えている。さらにプッチーニの『蝶々夫人』にも旋律が引用されている。